# 熱狂/ステージ
熱狂/ステージは2005年に通信販売限定で発売が開始された、甲斐バンドのライヴCD-BOX。

## 概要
甲斐バンド初のCD-BOX。バンドの6大イベントを1セットにしたライブ盤。発売元はユーキャン。
甲斐よしひろ全面プロデュース。全6巻・10枚入り、総収録時間約590分、未発表音源71曲、リミックス5曲収録。
一部を除いて、当時演奏された楽曲がほぼ全曲、演奏順に収録されており、MCも収録されている。
付録として『完全解説ブックレット』・『オリジナル写真集』・『全曲歌詞集』・『オリジナル収納ボックス』が付いている。写真集は甲斐がまだ長髪だった頃のものがメインで、ほとんどモノクロ。ブックレットでは甲斐、松藤、一郎が、各ライヴを回想し裏話などを語っている。

## 100万$ナイト in 箱根（1980年8月10日収録）
- 箱根芦ノ湖畔行われた甲斐バンド初の野外ライヴ。24000人を動員。本作の発表により当日演奏された全楽曲が収録された。Disc.1のM-3・8・12がリミックス。

### Disc.1
1. 漂泊者（アウトロー）
2. 感触（タッチ）
3. 汽笛の響き　（リミックス）
4. MC
5. きんぽうげ
6. 嵐の季節
7. 港からやってきた女
8. ビューティフル・エネルギー　（リミックス）
9. らせん階段
10. MC
11. 安奈
12. 荒馬　（リミックス）
13. 最後の夜汽車

### Disc.2
1. 三つ数えろ
2. 氷のくちびる
3. ポップコーンをほおばって
4. LADY
5. HERO（ヒーローになる時、それは今）
6. カーテン
7. 翼あるもの
8. 漂泊者（アウトロー）
9. MC
10. 100万$ナイト

## 花園ラグビー場LIVE（1981年9月13日収録）
- 22000人を動員。2曲目でオーディエンスがステージに押し寄せ、2度の演奏を中断するというハプニングが発生した。この模様は全楽曲、LIVE盤は発表されていないため初公開となる。最終3曲ボーナス・トラック は『BEATNIK TOUR in 日本武道館 '81』。MCでは甲斐が幾度となく「さがれ」と言っている。

### Disc.1
1. 破れたハートを売り物に
2. 翼あるもの
3. MC
4. 一世紀前のセックス・シンボル
5. 地下室のメロディー
6. カーテン
7. MC
8. 嵐の季節
9. MC
10. 安奈
11. ジャンキーズ・ロックン・ロール
12. 三つ数えろ

### Disc.2
1. 氷のくちびる
2. ポップコーンをほおばって
3. LADY
4. 漂泊者（アウトロー）
5. 翼あるもの
6. 100万$ナイト
7. 観覧車　（ボーナス・トラック～BEATNIK TOUR in 日本武道館 '81）
8. どっちみち俺のもの　（ボーナス・トラック～BEATNIK TOUR in 日本武道館 '81）
9. きんぽうげ　（ボーナス・トラック～BEATNIK TOUR in 日本武道館 '81）

## THE BIG GIG（1983年8月7日収録）
- 新宿西口新都心・都有5号地、当時通称"ZONE"で開催された野外イベント。入場者数23000人＋野次馬5000人。Disc.1のM-11はリミックス。この模様はLIVE盤『THE BIG GIG』で収録済みだが、本作では『ダイナマイトが150屯』以外、当日演奏された全楽曲を収録。「テレフォン」と「安奈」は同ミックス。

### Disc.1
1. ブライトン・ロック
2. 危険な道連れ
3. テレフォン・ノイローゼ　（オリジナル未収録）
4. ムーンライト・プリズナー
5. シーズン
6. GOLD
7. ボーイッシュ・ガール
8. 荒野をくだって
9. MIDNIGHT
10. MC　（オリジナル未収録）
11. 安奈　（オリジナル未収録・リミックス）
12. ナイト・ウェイブ

### Disc.2
1. 東京の一夜
2. SLEEPY CITY
3. 胸いっぱいの愛　（オリジナル未収録）
4. 氷のくちびる
5. ポップコーンをほおばって
6. 翼あるもの　（オリジナル未収録）
7. 漂泊者（アウトロー）
8. きんぽうげ　（オリジナル未収録）
9. 観覧車'82
10. 100万$ナイト　（オリジナル未収録）
11. 破れたハートを売り物に

## BEATNIK TOUR in両国国技館（1985年4月1日収録）
- 新国技館のコケラ落としとなったステージ。この模様は全楽曲、LIVE盤は発表されていないため初公開音源となる。Disc.2のM-2はリミックス。『ダイナマイトが150屯』以外、当日演奏された全楽曲を収録。

### Disc.1
1. 野獣
2. ランデヴー
3. MC
4. キラー・ストリート
5. フェアリー（完全犯罪）
6. ボーイッシュ・ガール
7. 悪夢
8. ナイト・ウェイブ
9. 荒野をくだって
10. MC
11. BLUE LETTER
12. ラヴ・マイナス・ゼロ

### Disc.2
1. Try
2. デッド・ライン　（リミックス）
3. 冷血（コールド・ブラッド）
4. 氷のくちびる
5. ポップコーンをほおばって
6. 翼あるもの
7. 漂泊者（アウトロー）
8. きんぽうげ
9. MC
10. 無法者の愛
11. 観覧車'82
12. 破れたハートを売り物に

## THE 甲斐バンド「FINAL CONCERT TOUR "PARTY"」（オルタナティブ・ヴァージョン）
- 解散ツアーで収録された音源。LIVE盤『THE 甲斐バンド』と同曲目（M-4以外）で会場別テイクを収録。オリジナルは大部分が大阪城からだったが、主に武道館２日目から収録されている。甲斐のボーカルもクリアになり、完全に別ミックスになっている。

### 収録曲
1. ナイト・ウェイブ
2. フェアリー（完全犯罪）
3. BLUE LETTER
4. HERO（ヒーローになる時、それは今）　（オリジナル未収録楽曲）」紙ジャケと同タイプ
5. 感触（タッチ）
6. イントロダクション
7. 裏切りの街角
8. かりそめのスウィング
9. 安奈
10. テレフォン・ノイローゼ
11. ポップコーンをほおばって
12. 冷血（コールド・ブラッド）
13. ランデヴー
14. 観覧車'82
15. レイニー・ドライヴ
16. ラヴ・マイナス・ゼロ

## SPECIAL LAST NIGHT 黒澤フィルムスタジオ（1986年6月29日収録）
- 解散ツアーファイナルの日本武道館を終えた2日後に開催された甲斐バンドファイナルコンサート。1500人限定でありながら220000通の応募があった。オール・スタンディング、フリー・ドリンク、参加者全員正装。この模様はLIVE盤『シークレット・ギグ』で発表済みだが、MCと未発表2曲（M-6・13）を追加収録。

### 収録曲
1. キラー・ストリート
2. SLEEPY CITY
3. ランデヴー
4. 東京の冷たい壁にもたれて
5. ジャンキーズ・ロックン・ロール
6. 悪夢　（オリジナル未収録）
7. MC　（オリジナル未収録）
8. HELPLESS
9. TWO OF US
10. 青い瞳のステラ、1962年 夏…
11. 港からやってきた女
12. 25時の追跡
13. ポップコーンをほおばって　（オリジナル未収録）
14. 悪いうわさ
15. 破れたハートを売り物に

#### 当日のセットリスト
1. キラー・ストリート
2. SLEEPY CITY
3. きんぽうげ
4. ランデヴー
5. 東京の冷たい壁にもたれて
6. ジャンキーズ・ロックン・ロール
7. 悪夢
8. HELPLESS
9. テレフォン・ノイローゼ
10. かりそめのスウィング
11. TWO OF US
12. 青い瞳のステラ、1962年 夏…
13. （即興のインスト）
14. 港からやってきた女
15. カンサス・シティ
16. ラヴ・マイナス・ゼロ

(アンコール)
1. 25時の追跡
2. ダイナマイトが１５０屯
3. 漂泊者(アウトロー)
4. ポップコーンをほおばって
5. 悪いうわさ
6. 破れたハートを売り物に